# Шарль де Ланнуа

Герб Шарля де Ланнуа

Шарль де Ланнуа или Ланнои (фр. Charles de Lannoy; около 1487 — 23 сентября 1527) — один из фландрских дворян, которые после присоединения Бургундии к владениям Габсбургов верно служили последним в их войнах с французами. Наиболее известен как командующий имперскими армиями в сражениях Четырёхлетней войны в Италии.
Представитель феодального рода де Ланнуа, владевшего городком Ланнуа на территории нынешней Франции. Император Максимилиан отличал его за храбрость. Во время юности Карла V он входил в совет вельмож, которые правили Бургундскими Нидерландами. В 1516 году получил орден Золотого Руна. В 1521 году управлял Турнэ, в 1522 и 1523 годах — вице-король Неаполя.
После смерти Просперо Колонна сменил его в качестве главнокомандующего имперской армией, в 1524 г. руководил осадой Марселя. В 1525 году взял в плен французского короля Франциска I при Павии. Монарх предпочёл вручить свою шпагу именно де Ланнуа, а не своему экс-подданному, Шарлю Бурбону.
За свою доблесть де Ланнуа был удостоен титула имперского графа и княжества Сульмона в Абруццо. Его владения в этой области простирались до Ортоны на морском побережье и Потенцы на юге. В Ломбардии под его управлением находился город Асти. Его жена Франсуаза де Монбель носила титул герцогини Бояно.
В 1527 году Шарль скоропостижно скончался в Гаэте. Владения и титулы полководца унаследовали сыновья, обеспечившие себе место среди «сливок» итальянской знати. Последний носитель княжеского титула, Филиппо Орацио де Ланнуа, умер в отрочестве (1604) из-за того, что обрушилась кровать, на которой он крепко спал.